# Geronzio (metropolita di Mosca)
Geronzio, in russo Геронтий? (... – Mosca, 28 maggio 1489), è stato uno scrittore e arcivescovo ortodosso russo, metropolita di Mosca dal 1473 fino alla sua morte.
Archimandrita del monastero di Simonov dal 1447 fu nominato Vescovo di Kolomna nel 1453 e, successivamente, Metropolita di Mosca e di tutta la Russia nel 1473. Alla fine degli anni 1470 entrò in conflitto con Ivan III su diverse questioni, tra cui le procedure di consacrazione delle nuove chiese che aveva provveduto a fare edificare in gran copia per tutto la Moscovia. Durante la Grande scontro sul fiume Ugra del 1480, Gerontij esortò a resistere all'Orda d'Oro fino alla morte. Per quel che concerne la politica religiosa si confrontò con le eresie sorte all'interno dello stesso clero a Mosca e Novgorod, mantenendo una posizione moderata e di confronto. Nel 1482 si dimise per un breve periodo per poi tornare su precisa istanza del Gran Principe.

## Fonti
- (RU)  Е. Голубинский История Русской Церкви. Т. II, ч. 1, стр. 549, 566.
- (RU)  Митрополит Макарий. История Русской Церкви Т. III, отдел 2, Глава 2..
- (RU)  Соловьев С.М. История России. кн. 1, стр. 1398, 1426-1428, 1542, 1544-1546, 1548, 1550.